# William Beck
William "Will" Beck es un actor británico, más conocido por haber interpretado a Steve Forney en Red Cap y actualmente por interpretar a Dylan Keogh en la serie Casualty.

## Biografía
Beck estudió en el "Kineton High School" en Warwickshire
También se entrenó como actor en el "The Poor School" en Londres.
William está casado con Hannah Mallatratt-Beck, la pareja le dio la bienvenida a sus gemelos Blake Stephen Beck y Max Idris Beck en el 2014.

## Carrera
En el 2006 apareció en los primeros cuatro episodios de la serie Robin Hood donde interpretó a Royston White, un joven bandido que termina uniéndose a la banda de Robin Hood, sin embargo muere durante una confrontación con los hombres del Sheriff. Ese mismo año apareció en la serie Vital Signs donde interpretó de forma recurrente a Billy English.
En el 2011 apareció en la exitosa serie británica Hustle donde dio vida a Jiles. También apareció como invitado en un episodio de la serie M.I. High.
El 12 de maro del mismo año se unió al elenco principal de la serie británica Casualty donde interpretó al doctor de emergencias Dylan Keogh, hasta el 15 de diciembre de 2012.

## Filmografía

### Series de televisión
| Año                          | Serie                                  | Personaje             | Notas                            |
| ---------------------------- | -------------------------------------- | --------------------- | -------------------------------- |
| 2011 - 2012, 2014 - presente | Casualty                               | Dr. Dylan Keogh       | 70 episodios                     |
| 2014                         | The Great Fire                         | Richard Smith         | 4 episodios - miniserie          |
| 2014                         | Kim Philby: His Most Intimate Betrayal | Nicholas Elliott      | 2 episodios - miniserie          |
| 2014                         | Death in Paradise                      | Matt Webster          | episodio # 3.6                   |
| 2014                         | Midsomer Murders                       | Michael Dewar         | episodio "Let Us Prey"           |
| 2013                         | Whitechapel                            | John Washington       | 2 episodios                      |
| 2011                         | Hustle                                 | Jiles                 | episodio "Clearance from a Deal" |
| 2011                         | M.I.High                               | Theo Phantom          | episodio "Ghosts"                |
| 2006                         | Robin Hood                             | Royston "Ray" White   | 4 episodios                      |
| 2006                         | Vital Signs                            | Billy English         | 5 episodios                      |
| 2006                         | Johnny and the Bomb                    | Doctor Harris         | tv serie                         |
| 2003 - 2004                  | Red Cap                                | Sargento Steve Forney | 12 episodios                     |
| 2003                         | Canterbury Tales                       | Colin                 | episodio "The Pardoner's Tale"   |
| 2003                         | Serious and Organised                  | Billy English         | episodio # 1.1                   |
| 2000                         | Attachments                            | Reece Wilson          | tv serie                         |
| 1999                         | The Bill                               | Adam Thwaite          | episodio "All Change"            |

### Películas
| Año  | Películas                                              | Personaje               | Notas                                                                            |
| ---- | ------------------------------------------------------ | ----------------------- | -------------------------------------------------------------------------------- |
| 2015 | The Devil's Harvest                                    | Stefan                  | junto a Max Irons, Barry Pepper, Aneurin Barnard, Terence Stamp y Tom Austen     |
| 2013 | The Suspicions of Mr Whicher: The Murder in Angel Lane | Insp. Dolly Williamson  | junto a Paddy Considine, Olivia Colman, James Wilson y Shaun Dingwall            |
| 2011 | The Suspicions of Mr Whicher                           | Insp. Dolly Williamson  | junto a Paddy Considine y Peter Capaldi                                          |
| 2009 | Infidel                                                | David                   | corto - junto a Jo Bourne-Taylor y Orla Fitzgerald                               |
| 2008 | The Agent                                              | Alexander Joyce         | junto a Stephen Kennedy y Maureen Lipman                                         |
| 2008 | Filth: The Mary Whitehouse Story                       | David Turner            | junto a Julie Walters, Alun Armstrong y Hugh Bonneville                          |
| 2007 | More More More                                         | Scott                   | junto a Mark Gatiss                                                              |
| 2007 | Northanger Abbey                                       | John Thorpe             | junto a Felicity Jones, Liam Cunningham, Carey Mulligan, JJ Feild y Michael Judd |
| 2007 | Goal II: Living the Dream                              | Steve Parr              | junto a Kuno Becker y Alessandro Nivola                                          |
| 2006 | The Truth                                              | Scott                   | junto a Elaine Cassidy                                                           |
| 2005 | The Somme                                              | Bundy                   | junto a Tilda Swinton y Ed Stoppard                                              |
| 2004 | The Murder Room                                        | Detective Piers Tarrant | junto a Martin Shaw                                                              |
| 2004 | Fallen                                                 | Dave Walker             | junto a Jonathan Cake                                                            |
| 2003 | Second Generation                                      | Nick                    | junto a Radhika Aggarwal, Danny Dyer, Nitin Ganatra y Parminder Nagra            |
| 2003 | Suspicion                                              | Gareth Turner           | junto a Saskia Reeves y Adrian Dunbar                                            |
| 2003 | Quicksand                                              | Nicoli                  | junto a Michael Keaton y Michael Caine                                           |
| 2001 | Gypsy Woman                                            | Gary                    | junto a Jack Davenport y Corin Redgrave                                          |
| 2000 | Snatch                                                 | Neil                    | junto a Benicio del Toro, Vinnie Jones y Jason Statham                           |

### Teatro
| Año  | Obra   | Personaje | Director     | Teatro        | Notas                                                           |
| ---- | ------ | --------- | ------------ | ------------- | --------------------------------------------------------------- |
| 2005 | Festen | -         | Rufus Norris | Lyric Theatre | junto a Paul Nicholls, Morven Christie, Susannah Wise y Sam Cox |